# Tom Penders
Thomas Vincent Penders, detto Tom (Stratford, 23 maggio 1945), è un ex cestista e allenatore di pallacanestro statunitense.